# Popielec
Środa Popielcowa, Popielec (staropolska nazwa: Wstępna Środa) − w kalendarzu katolickim pierwszy dzień wielkiego postu, przypadający 46 dni (40-dniowy okres postu po wyłączeniu niedziel) przed Wielkanocą, czyli między 4 lutego a 10 marca. Jest to dzień pokuty − obowiązują:
- wstrzemięźliwość od pokarmów mięsnych (od 14. roku życia);
- post ścisły (między 18. a 60. rokiem życia), czyli ograniczenie liczby posiłków do dwóch lekkich i jednego do syta w ciągu dnia.

Wierni nie są zobowiązani do uczestniczenia w tym dniu we mszy świętej.

## Rys historyczny
W pierwszych wiekach chrześcijaństwa poszczono przez okres 40 godzin w Wielki Piątek i Wielką Sobotę. Post trwający przez 40 dni poprzedzających święto Zmartwychwstania prawdopodobnie rozpowszechnił się w pierwszej połowie IV wieku - wzmianki o tym okresie znajdują się m.in. w kanonie 5. soboru nicejskiego I, u Euzebiusza z Cezarei („De sollemnitate paschali”  4,5), św. Atanazego (Listy świąteczne) oraz Egerii w „Itirierarium Aetheriae”. Listy św. Atanazego oraz zachowane mowy papieża św. Leona I Wielkiego wspominają o okresie wielkiego postu, jako czasie czterdziestodniowych ćwiczeń duchowych. 
Później przyjął się zwyczaj rozpoczynania wielkiego postu na 6 tygodni przed Niedzielą Palmową (w niedzielę), a kończenia w Wielki Czwartek. Odliczając niedziele, podczas których nie poszczono, oraz dodając dni między Niedzielą Palmową a Wielkim Czwartkiem, okres wielkiego postu trwał 40 dni. Od początku V w. silniej akcentowano święto Zmartwychwstania Pańskiego i z tego powodu do wielkiego postu włączono Wielki Piątek i Wielką Sobotę. Wielki post trwał więc 6 tygodni, czyli licząc bez niedziel – 36 dni.  Cztery dni brakujące do liczby 40 dodano do wielkiego postu pod koniec pontyfikatu papieża Grzegorza Wielkiego, czyli przełomie VI i VII wieku, a rozpoczęcie wielkiego postu zostało przesunięte na środę poprzedzającą pierwszą niedzielę postu. Sakramentarz gelazjański z V wieku nawiązuje do Środy Popielcowej nazywając ją caput quadragesimae (dosł. „głowa czterdziestnicy”).
Późniejsza nazwa „Środa Popielcowa” wywodzi się z rytów pokutnych. Począwszy od połowy V wieku w pierwszy poniedziałek wielkiego postu dokonywano obrzędu wypędzania z kościoła publicznych pokutników, na których ciążyły duże przewinienia. Pokutnicy przystępowali do tajnej spowiedzi przed biskupem (albo wyznaczonym przez niego delegatem), po czym o wyznaczonej godzinie stawiali się przed wejściem do kościoła. Byli wprowadzani do środka, a biskup i prezbiterzy posypywali im głowy popiołem. Wypowiadano przy tym formułę pochodzącą z biblijnego wersetu: „Pamiętaj człowiecze, że jesteś prochem i w proch się obrócisz; czyń pokutę, abyś miał życie wieczne”. Następnie biskup kropił wodą święconą ich, a następnie przeznaczone dla nich ubrania pokutne. Po litanii do Wszystkich Świętych (podczas jej odmawiania leżeli na posadzce kościoła) byli wypędzani na zewnątrz. Od początku VII wieku obrzęd ten był sprawowany już w środę, przed pierwszą niedzielą wielkiego postu. W wieku X do obrzędu, obok publicznych pokutników, stawali także zebrani wyznawcy. Synod w Benewencie (1091) zalecał wiernym udział w takim obrzędzie, który stawał się znakiem rozpoczęcia postu. Kolejnym aktem utwierdzenia rytuału, była akceptacja papieża Urbana II, który zalecał stosowanie go przez biskupów i prezbiterów. Mszał Rzymski z 1474 wymienia Środę Popielcową pod nazwą Feria Quarta Cinerum. Później obrzęd został powielony w średniowiecznych pontyfikałach (szczególnie w Pontyfikale Durandusa i dalej – bez zmian – trafił do Pontyfikału Rzymskiego.

## Liturgia katolicka
Według obrzędów katolickich tego dnia kapłan posypuje głowy wiernych popiołem. Obrzęd ten ma miejsce w czasie liturgii słowa po homilii i zastępuje akt pokuty. Kapłan ze złożonymi rękami zachęca najpierw wiernych, by zjednoczyli się z nim w modlitwie błagalnej o poświęcenie popiołu. Mszał Rzymski określa dwie formuły modlitewne i w obu jest mowa o czterdziestodniowym okresie pokuty i błaganiu o oczyszczenie z grzechów, przez który ma przygotować wiernych do uczestnictwa w Misterium Paschalnym Chrystusa. Następnie następuje właściwy obrzęd posypania. Wierni zbierają się przy stopniu komunijnym, a kapłan posypując ich głowy mówi: Nawracajcie się i wierzcie w Ewangelię lub  prochem jesteś i w proch się obrócisz. Zaleca się śpiew następujących antyfon, zaczerpniętych z Pisma Świętego (Jl 2,13; Jl 2,17; Est 13,17; Ps 51,3) lub pieśni pokutnych, np. Bądź mi litościw, Boże nieskończony. Jeśli obrzęd ma miejsce w czasie mszy św., następuje po nim modlitwa powszechna i liturgia eucharystyczna.

## Normy kanoniczne
W Środę Popielcową katolików obowiązuje wstrzemięźliwość od pokarmów mięsnych (od 14. roku życia) i post ścisły (między 18. a 60. rokiem życia), czyli ograniczenie liczby posiłków do dwóch lekkich i jednego do syta w ciągu dnia. Popielec nie jest dniem wolnym od pracy.
Daty Środy Popielcowej w kolejnych latach:
| Rok  | Data      |
| ---- | --------- |
| 2020 | 26 lutego |
| 2021 | 17 lutego |
| 2022 | 2 marca   |
| 2023 | 22 lutego |
| 2024 | 14 lutego |
| 2025 | 5 marca   |
| 2026 | 18 lutego |
| 2027 | 10 lutego |
| 2028 | 1 marca   |
| 2029 | 14 lutego |
| 2030 | 6 marca   |

## Popielec w malarstwie

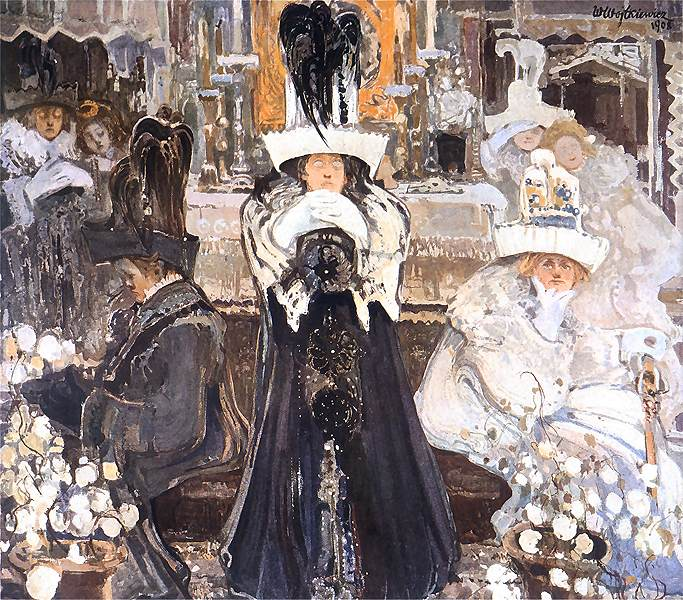
Witold Wojtkiewicz – Medytacje. Popielec.

- 1908: Witold Wojtkiewicz – „Medytacje. Popielec”, tempera na płótnie, Muzeum Narodowe, Kraków
- 1881: Julian Fałat – „Popielec”, akwarela, kolekcja prywatna
- 1857: Carl Spitzweg – „Środa Popielcowa”, olej na płótnie, Galeria Państwowa, Stuttgart